# Radio Stella
Radio Stella var en radiostation i nordvästra Skåne. Radio Stella riktade in sig på att spela blandad musik, i likhet med Mix Megapol, och spelade såväl nya "hits" som musik från tidigare decennier. 

## Historik
Från början var Radio Stella en del av Höganäs Närradio, och sände på deras frekvens som då var 94,9 MHz. Första sändningsdag för Radio Stella torde därför ha varit mellan 1991 och 1992.
Stationen påbörjade sina sändningar på egen frekvens (106.0 MHz) från Helsingborg den 17 december 1993 med premiärlåten "We Will Rock You" av Queen. Radio Stella ingick i nätverket Fria Media. Kanalen ägdes till 50% av Fria Medias Moder AB och till 50% av Helsingborgs Dagblad. Till skillnad från flera andra privatägda radiokanaler producerades Radio Stella lokalt, vilket i detta fallet innebar i Helsingborg, Ängelholm och Landskrona. Radio Stella hade ett universum (maximal möjlig räckvidd) på 225 000 personer. Av dessa lyssnade i slutet av 2004 17,4% på kanalen. Kanalen kunde även fås in i trakten kring Helsingör i Danmark, där den uppnådde en del popularitet. Till skillnad från en del andra privata musikradiostationer producerade Radio Stella egna lokala dagliga nyhetssändningar. I slutet av Stellaperioden producerades dessa från delägaren Helsingborgs Dagblads redaktion. Bland kanalens profiler fanns Hasse Strandberg, Nina Sköldqvist, Ebba Granath, Linda Bauer, Jane Tilly, Lasse Schiffer och Ola Selmén.
I februari 2006 köptes Fria Media av SBS Broadcasting Group, som bland annat äger Mix Megapol. Även Helsingborgs Dagblad kände sig då tvingade att sälja sin del till SBS Radio. Målet med köpet sades vara att stärka Mix Megapol genom att expandera till fler orter. Den lokala radioproduktionen i Helsingborg lades ner den 3 april 2006 och radiokanalens sista låt blev den samma som den första. Frekvenserna övertogs direkt efter av Mix Megapol. I slutet av 2005 lyssnade 20,2% på Radio Stella. Bytet till Mix Megapol medförde ett stort lyssnartapp och ett år senare var motsvarande tal för stationens frekvenser 8,1%.

## Frekvenser
- Helsingborg 106,0
- Ängelholm 101,7
- Landskrona 104,5